# Troubletwisters
Troubletwisters ist eine Fantasy-Buchreihe der Autoren Garth Nix und Sean Williams. Von 2011 bis 2014 erschienen vier Bände, wovon die ersten beiden von Anne Brauner ins Deutsche übersetzt wurden.
Die Protagonisten der Bücher sind die Zwillinge Jaide und Jack Shield, die übernatürliche Kräfte haben, welche sie im Kampf gegen böse Mächte einsetzen.

## Reihenfolge der Bücher
1. Troubletwisters - Der Sturm beginnt (Troubletwisters, 2011)
2. Troubletwisters - Das Böse erwacht (The Monster, 2012)
3. Troubletwisters - The Mystery, 2013 (nicht übersetzt)
4. Troubletwisters - The Missing 2014 (nicht übersetzt)